# Steingraeber-Haus

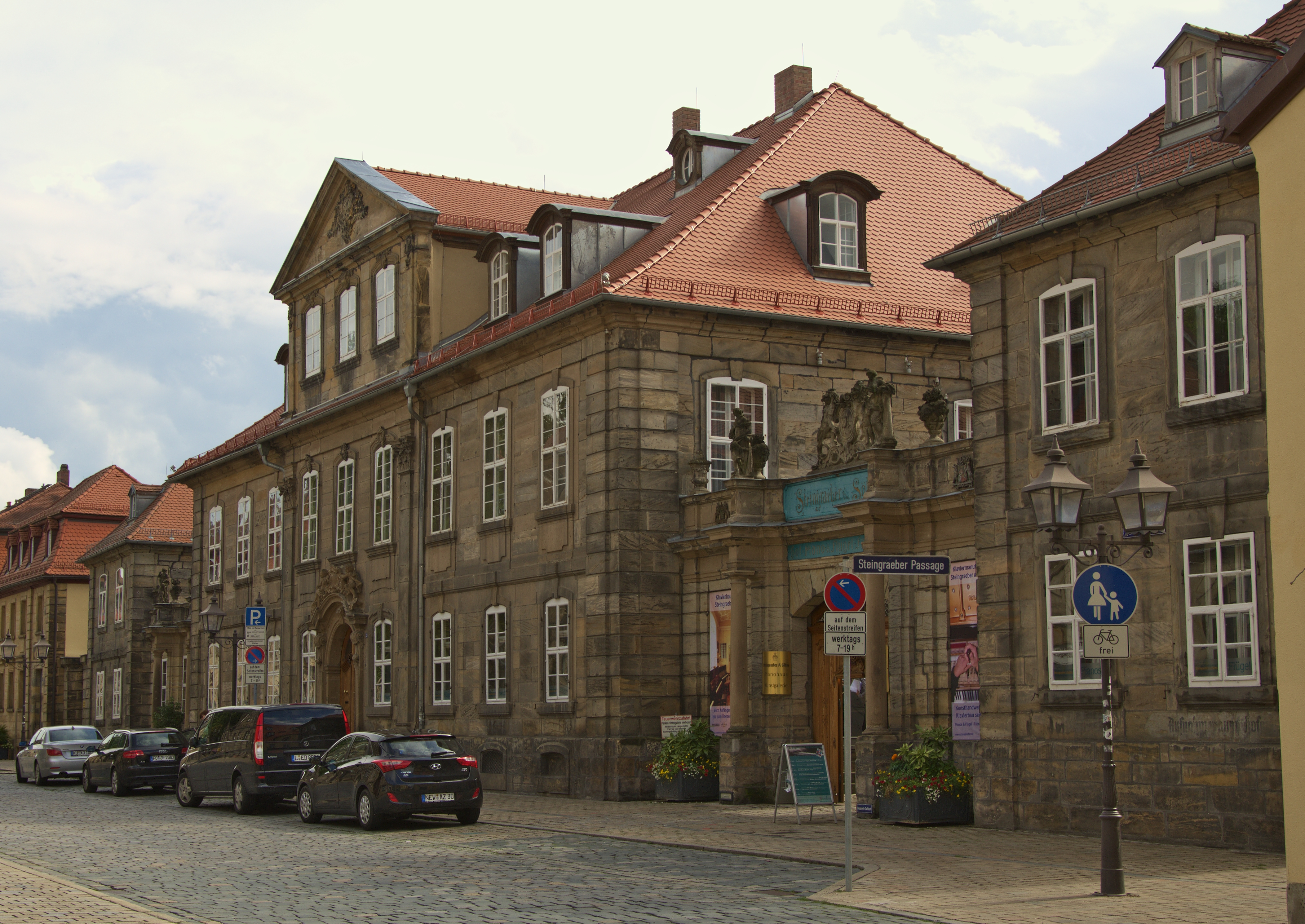
Steingraeber-Haus in der Friedrichstraße

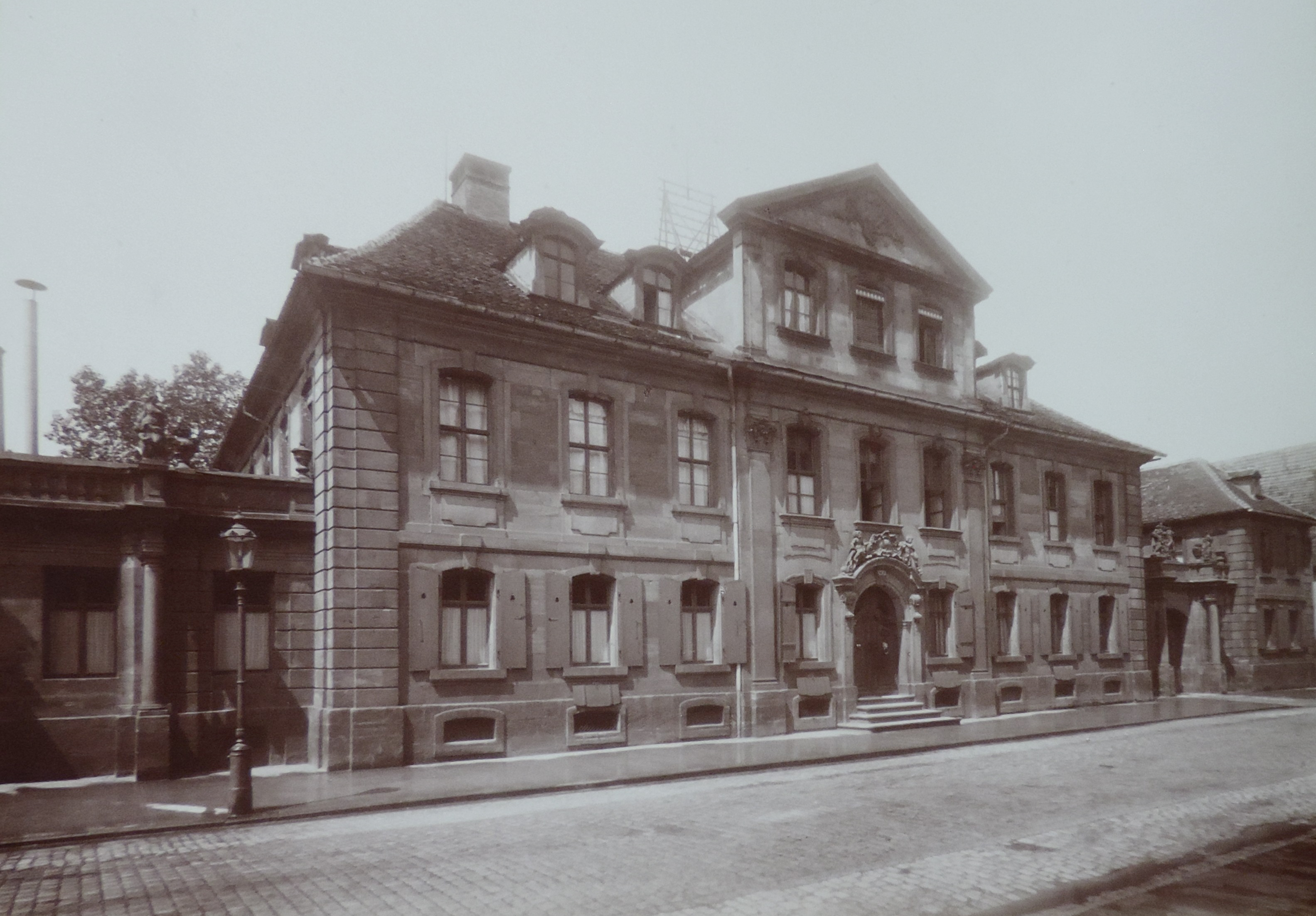
Ehemaliges Liebhardtsches Palais, vor 1913

Das Steingraeber-Haus ist der Sitz der Klaviermanufaktur Steingraeber in Bayreuth.

## Geschichte
Am Ort des heutigen Anwesens befand sich der Fronhof, der als herrschaftliches Lager der Naturalabgaben der Untertanen, des Zehnten, diente. Die Befreiung von allen städtischen Steuern wurde 1439 von Markgraf Friedrich bestätigt.
Das Gebäude Friedrichstraße 2 wurde 1754 nach den Plänen des französischen Architekten Joseph Saint-Pierre und des deutschen Carl von Gontard im Rokoko-Stil für den „Cämmerer“ des Markgrafen Friedrich erbaut. Dabei wurden Reste der Bayreuther Stadtmauer an der Dammallee überbaut. Nach dem Namen des ersten Besitzers trug es zunächst die Bezeichnung Liebhardtsches Palais.
Das Steingraeber-Haus dient als Probebühne der Bayreuther Festspiele.

## Architektur

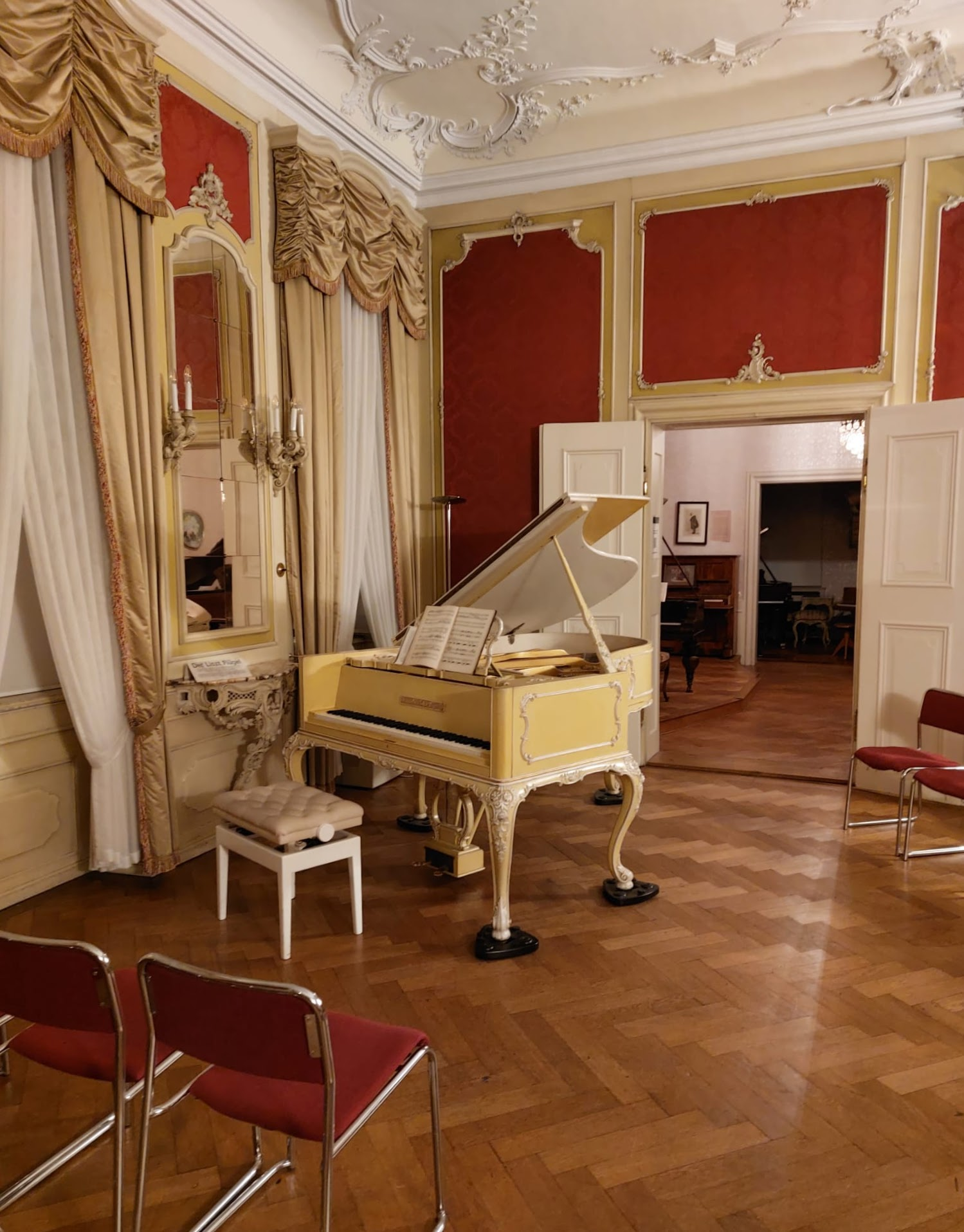
Rokokosaal mit Liszt-Flügel

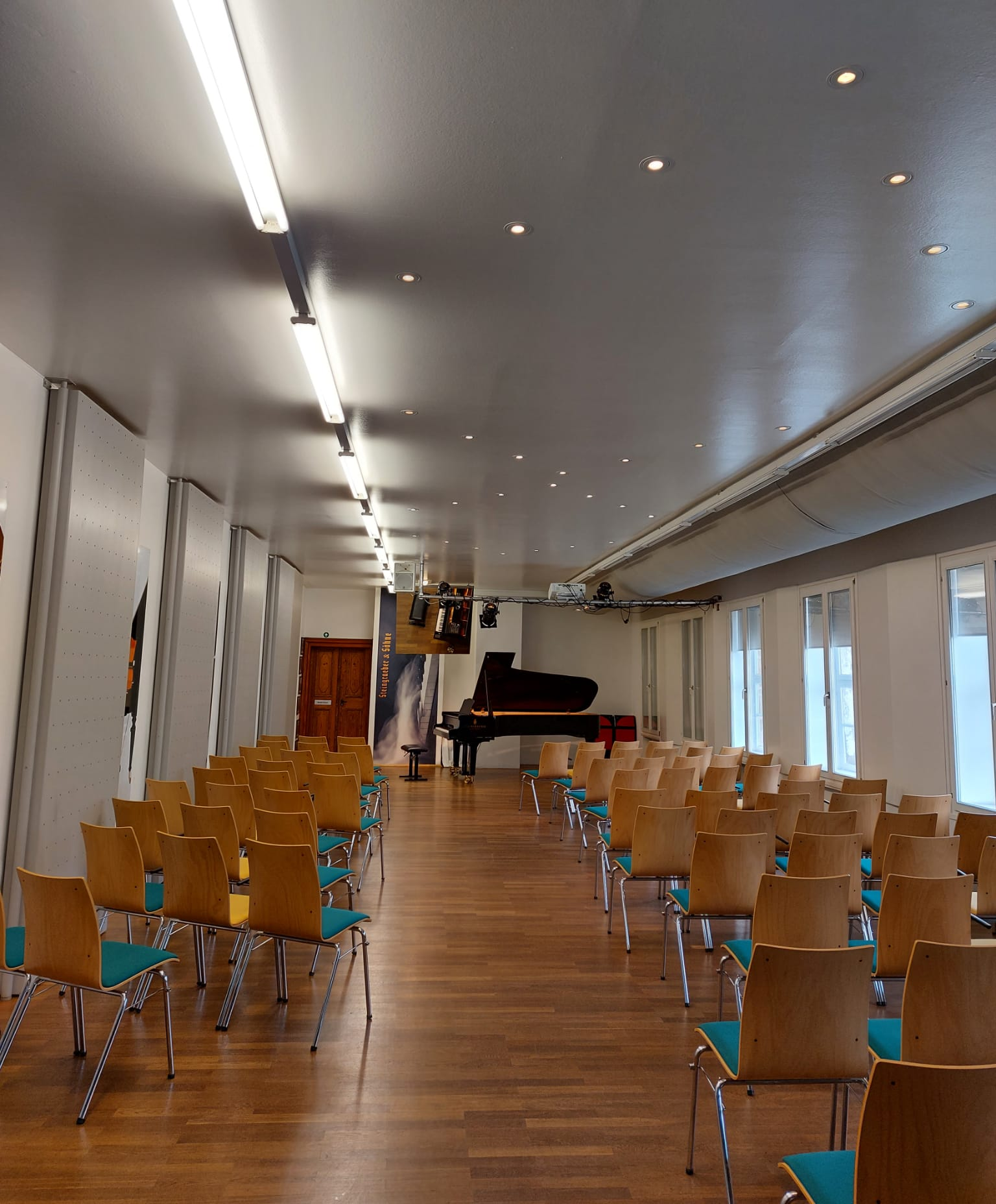
Kammermusiksaal

Das Hauptgebäude des Anwesens (der sogenannte Corps de Logis) ist ein Sandsteinquaderbau mit Mittelrisalit und giebelbekröntem Zwerchhaus. Das Brüstungsfeld  des ersten Obergeschosses weist einfach gestaltete Fensterschürzen auf. Zwei Nebengebäude stehen quer zur Straße. Hinter dem Gebäude befand sich zunächst ein kleiner Garten vor der Stadtmauer, außerhalb der Stadtmauer ein etwas größerer.
Innen wurden mehrere unterschiedlich genutzte Räumlichkeiten restauriert. Sie sind mit Stuck von Giovanni Battista Pedrozzi und Wandmalereien geschmückt und enthalten historisches Mobiliar. Der Rokokosaal, der Prachtraum des Hauses, ist mit einem Liszt-Flügel aus dem Jahr 1873 ausgestattet und wird für Kammerkonzerte genutzt. Daran schließen sich das Chippendale-Zimmer mit einem Flügel von Eduard Steingraeber und der Vierjahreszeitensalon an. 
Der neue Kammermusiksaal oder Konzertsaal im Nebengebäude wird für regelmäßige Kammermusikkonzerte genutzt. Ein zweiter, kleinerer Saal, der Nordsaal, eignet sich speziell für Liedpianisten und Sänger. Außerdem hat das Haus eine Eremitenklause. Die Klaviermanufaktur produziert hochwertige Pianos und Konzertflügel, von denen im „Flügelhaus“ einige der seltenen Stücke wechselnd ausgestellt sind.

## Veranstaltungen
Im Haus finden jährlich rund 70 Veranstaltungen statt, unter anderem das Bayreuther Klavierfestival und die Zeit für Neue Musik der Komponisten Helmut Bieler und Wolfram Graf. Das mobile Hoftheater im Innenhof des Gebäudes dient der Studiobühne Bayreuth während der Festspielzeit als Aufführungsstätte. Gespielt werden Parodien der Werke von Richard Wagner.